# André Lentin
Pour les articles homonymes, voir Lentin (homonymie).
André Lentin est un mathématicien, logicien et informaticien théoricien français né le 9 novembre 1913 à Médéa en Algérie et mort le 9 janvier 2015 dans le 15e arrondissement de Paris. Il a accompagné plusieurs grandes avancées scientifiques de la deuxième moitié du XXe siècle :  il s’est intéressé dès les années 1960 aux ordinateurs - le terme informatique n’était pas né -  et aux applications possibles en traduction automatique, il a œuvré pour la diffusion des mathématiques modernes dans l’enseignement secondaire et universitaire, il a participé à la création des premiers enseignements universitaires en informatique, juste après l'apparition du mot informatique en français. Enfin, il a travaillé en combinatoire des mots et sur les rapports entre mathématiques et linguistique. Il a été membre du CNRS puis professeur à l’Université Paris 5.

## Biographie

### Jeunesse et formation
Le père d'André Lentin, Albert Lentin (1884-1973), est un linguiste arabisant. Son frère Albert-Paul Lentin, de dix ans son cadet, sera journaliste. André Lentin obtient à Constantine un double baccalauréat scientifique et littéraire. Il prépare ensuite l'agrégation à Marseille en 1936-37, où enseigne René de Possel ; il est agrégé de mathématiques en 1937.
Au moment de la Seconde Guerre mondiale, André Lentin est mobilisé en tant qu'officier de réserve. Il est fait prisonnier et passe les années suivantes en Oflag (IV A puis V A). C'est là qu'il complète sa formation mathématique en apprenant les mathématiques allemandes. Il y rencontre le linguiste André Martinet, qui éveille son intérêt pour la linguistique.

### L'après-guerre: mathématiques et premiers ordinateurs
Il publie en 1948 un chapitre sur la notion de groupe dans l'ouvrage Les grands courants de la pensée mathématique dirigé par François Le Lionnais, livre réédité en 1998.
André Lentin est enseignant au lycée Buffon puis au lycée Jacques Decour en classe préparatoire de mathématiques supérieures. Il déploie alors une activité importante de rédaction de manuels scolaires en mathématiques, au niveau post-bac et aussi pré-bac. En 1956, il publie avec Jacques Rivaud, les Éléments d'algèbre moderne, ouvrage novateur destiné aux classes préparatoires et aux premières années d'université qui connaîtra 5 éditions et sera traduit en plusieurs langues ; puis les Leçons d'algèbre moderne (toujours avec Jacques Rivaud). Par ces ouvrages, il a contribué au renouvellement de l'enseignement des mathématiques dans l'enseignement supérieur.
Il écrit aussi, avec Georges Girard, toute une série de manuels scolaires scientifiques, tenant compte des nouveaux programmes qui entrent en vigueur à l'époque. Ils paraissent chez Hachette.
Peu après la guerre, il participe, motivé par les conférences de Louis Couffignal sur les premiers ordinateurs, aux débuts de la traduction automatique ; il  est, en 1959, l'un des trois membres fondateurs avec Émile Delavenay et Pierre Meile de l'Association pour l’étude et le développement de la Traduction Automatique et de la Linguistique Appliquée, devenue en 1965 l'Association pour le traitement automatique des langues (ATALA). Il participe activement à la vie de la société ; en 1992, il décrit le développement de la société dans un article commémoratif à l'occasion des trente ans de la revue TAL ; cette association est toujours active.

### CNRS et Informatique
Lorsque René de Possel, nommé à la chaine d'Analyse numérique à la Faculté des Sciences de Paris, prend la direction  du département de calcul automatique de l'Institut Blaise Pascal (IBP) du CNRS, il appelle André Lentin, algébriste impliqué dans le traitement automatique des langues. Ce dernier entre au CNRS et devient sous-directeur de l'IBP en 1962.
Dans cette période pionnière et foisonnante, toujours dans les précurseurs, André Lentin est coauteur  du premier ouvrage  de la première collection informatique de Gauthier-Villars en 1965, Algol 60. Puis il publie avec Maurice Gross ce qui établit sa renommée, les Notions sur les grammaires formelles, ouvrage né dans les réunions de l’ATALA, avec une préface de Noam Chomsky. Ce livre fondateur est traduit en anglais, en allemand, en russe, en japonais et en espagnol.
C'est aussi dans cette période qu'André Lentin participe activement à la création de l'Institut de Programmation, rattaché à la faculté des Sciences de Paris. Cet institut a été le premier lieu de l'enseignement public en informatique, jusqu'au niveau ingénieur ; André Lentin a rédigé la partie historique de l'ouvrage édité pour les dix ans de l'Institut de programmation ; il y note : « De sa naissance et de son enfance non conformistes, on lui souhaite de conserver longtemps l’horreur de toute routine » comme le confirme un article de La Revue pour l'histoire du CNRS.

## Activités universitaires: mathématiques et linguistique
André Lentin a travaillé sur la combinatoire des mots, et notamment sur les équations dans le monoïde libre. Il soutient une thèse d'État, sous la direction de Marcel-Paul Schützenberger, en 1969, intitulée Contribution à une théorie des équations dans les monoïdes libres. Elle est publiée en livre en 1972. Un résumé par l’auteur paraît dans la revue Mathématiques et sciences humaines.  
André Lentin est nommé professeur à l'Université Paris V, au Département de Mathématiques et d'Informatique, Université Paris-Sorbonne. Il y contribue à la formation de linguistes, suit cette discipline avec beaucoup d'attention : il y recherche les structures logico-mathématique et les met en lumière dans un dialogue fécond avec Zellig Harris,, ainsi qu'avec David Cohen, spécialiste français des langues chamito-sémitiques.  Jean-Pierre Desclés reprend les propos d’André Lentin sur le flou de la définition du concept d’opérateur en linguistique, analysé du point de vue mathématique.  
André Lentin est également directeur de thèses en informatique théorique, et notamment dans l'étude des équations et des représentations des monoïdes ; parmi ses élèves dans cette direction, il y a notamment Max Fontet et Jean Claude Spehner.
Un hommage est rendu à André Lentin  par ses élèves et collègues le 23 février 1996 ; un ouvrage est publié en 1997 : Mélanges de mathématiques, linguistique, informatique offerts à André Lentin.  Quelques articles, montrent qu'André Lentin est resté scientifiquement actif après son retrait de l'enseignement.